# IC 2591
IC 2591 је спирална галаксија у сазвјежђу Мали лав која се налази на листи објеката дубоког неба у Индекс каталогу.
Деклинација објекта је + 35° 3' 12" а ректасцензија 10h 36m 38,6s. Привидна величина (магнитуда) објекта IC 2591 износи 14,0 а фотографска магнитуда 14,7. IC 2591 је још познат и под ознакама UGC 5763, MCG 6-23-22, CGCG 183-31, IRAS 10337+3518, NPM1G +35.0198, KUG 1033+353, PGC 31474.